# Rene Mostrenco
Rene Mostrenco (Buenos Aires, 6 de agosto de 1980) es un investigador y revisionista del derecho pedagógico, editor de discursos críticos de la educación marginados de los planes oficiales de estudio y cantautor de música testimonial.

## Obra editorial
A partir de 2017 comienzan a circular sus publicaciones entre las que se encuentran los primeros manuscritos en lengua castellana del historiador Bi Lee, Teorías falsas y El último de los amanuenses, y la tesis propia Los niños y la autogestión de su entendimiento político, un análisis crítico de la Ley 1420 de Educación Común en la Argentina, de la Declaración de los Derechos del Niño de las Naciones Unidas y de las definiciones del diccionario de las palabras de las que estos textos se sirven para dictaminar lo que debe ser un niño, que fuera luego un largometraje documental con montaje audiovisual de Tito Esponja. Asimismo, da a conocer las realizaciones de autores que discuten el ordenamiento sistemático social como Apio Ludd, Max Stirner, Leo Masliah, Jason McQuinn o Albert Camus, y el quehacer de otras editoriales afines. En 2018 es responsable de la difusión de La esencia de la razón de Max Stirner, una síntesis del pensamiento de este filósofo, que divulga juntamente con un audio interpretando los extractos del libro El único y su propiedad, que fuera parte de su programa radial El individuo con música del pianista de jazz Thelonious Monk, y también de La demolición de lo sagrado de la que hablaba Stirner de Apio Ludd, con traducción al español de Lapislázuli. Otros escritos de su persona son El derecho a no ser objeto de injerencias arbitrarias como límite de la libertad de opinión y de expresión, donde superpone dos artículos de la Declaración Universal de Derechos Humanos, el 12 y el 19, para descubrir que uno invalida completamente al otro, y El trabajo de la propiedad, libelo en el que señala el origen del trabajo en el derecho a la propiedad investigando las prácticas jurídicas que determinaron el precepto propietario como una cultura sagrada e incuestionable que nos reduce siempre al grado de objeto parte de una estructura abusiva y totalitaria. En 2019 traduce al español la versión inglesa de Críticos de Stirner, texto traducido a su vez del original en alemán por Wolfi Landstreicher, en el que Stirner mismo responde las críticas que le hicieran Szeliga, Moses Hess y Ludwig Feuerbach al libro El único y su propiedad, clarificando los puntos fundamentales de su filosofía. Para fines de 2020, a sus 40 años de edad, escribe Historia de la verdad bíblica, un estudio de las sagradas escrituras que pretende dar a conocer el relato de algunos acontecimientos según la Biblia misma, indagando en ellos para generar un cuestionamiento personal, texto con el que luego realizaría una película con imágenes de grandes obras de la pintura religiosa de artistas como Rembrandt, El Bosco, Velázquez, Rubens, Botticelli, Goya, Tintoretto, da Vinci, entre otros. Ese mismo año edita un texto de Bob Thingama, Reflexiones propias acerca de la identidad, al que también convierte en audiovisual, donde se expone el funcionamiento maquinal del hábito de catalogar a las individualidades con el objeto de lograr un orden y un control social efectivos y permanentes. En 2021 publica Calcomanías de la gente, un cuento breve situado en el territorio de Colombia, donde experimenta con el realismo mágico de las obsesiones populares, y a principios de 2022, Un rechazo propio del racismo, un discurso en el que denuncia este flagelo eterno con el que se acostumbra señalar distintos conjuntos orgánicos sociales para poder someter al individuo, una vez más, a la voluntad general, y también Anverso y reverso, primer libro de ensayos de Albert Camus. Después escribe Los grados de la perfección, sobre la adaptación a los parámetros sociales preestablecidos, El uruguayo que hay en mí, una crónica autobiográfica que trata sobre las ficciones nacionales y el fervor futbolístico, y La prohibición del bozal, alegato contra la obligación a las clases subalternas de taparse la boca, posterior a la pandemia del covid, y además reúne en Frente a Max Stirner dos obras referidas a este filósofo, de Valerio D’Angelo y Sebastián Stavisky, en relación al pensamiento de Karl Marx y Michel Foucault respectivamente. Para 2023 edita el segundo libro de ensayos de Albert Camus titulado Bodas, el compilado Las traducciones de Energumen para La Peste Furtiva, una biblioteca virtual de estudios anarquistas, con textos de Apio Ludd, Sydney E. Parker y Jason McQuinn, y Glosario anexo para El único y su propiedad, un catálogo de las palabras utilizadas en el libro de Max Stirner referenciadas a las páginas de la publicación de Ediciones Anarres, con traducción de Pedro González-Blanco. En 2024 redacta Proceso, una nota periodística sin datos precisos, que alerta sobre el peligro de eludir los procedimientos judiciales para obtener una sentencia más pronta y efectiva, y al año siguiente, en 2025, publica El pensamiento iconoclasta de Max Stirner, una investigación del profesor en filosofía Darin McNabb dedicada al escritor de El único y su propiedad, también Platón fuera de contexto, una selección de extractos de los diálogos platónicos, y Controlados, un cuento humorístico de su autoría en el que indica, mediante una anécdota infantil, las intenciones ocultas de la fantasía tecnológica.
- 2017 - Los niños y la autogestión de su entendimiento político
- 2017 - Teorías falsas (de Bi Lee)
- 2017 - El último de los amanuenses (de Bi Lee)
- 2018 - La esencia de la razón de Max Stirner (extractos de El único y su propiedad de Max Stirner)
- 2018 - La demolición de lo sagrado de la que hablaba Stirner (de Apio Ludd)
- 2018 - El derecho a no ser objeto de injerencias arbitrarias como límite de la libertad de opinión y de expresión
- 2018 - El trabajo de la propiedad
- 2019 - Críticos de Stirner (de Max Stirner)
- 2020 - Historia de la verdad bíblica
- 2020 - Reflexiones propias acerca de la identidad (de Bob Thingama)
- 2021 - Calcomanías de la gente
- 2022 - Un rechazo propio del racismo
- 2022 - Anverso y reverso (de Albert Camus)
- 2022 - Los grados de la perfección
- 2022 - El uruguayo que hay en mí
- 2022 - La prohibición del bozal
- 2022 - Frente a Max Stirner (textos de Valerio D'Angelo y Sebastián Stavisky)
- 2023 - Bodas (de Albert Camus)
- 2023 - Las traducciones de Energumen para La Peste Furtiva (textos de Apio Ludd, Sidney E. Parker y Jason McQuinn)
- 2023 - Glosario anexo para El único y su propiedad
- 2024 - Proceso
- 2025 - El pensamiento iconoclasta de Max Stirner (de Darin McNabb)
- 2025 - Platón fuera de contexto (extractos de los diálogos de Platón)
- 2025 - Controlados

## Obra pedagógica
En 2018 crea la Universidad Ambulante y Única, proyecto con el que se presenta en instituciones educativas, centros de estudiantes, centros culturales y espacios de arte a proponer charlas abiertas, debates y cátedras libres sobre los fundamentos de la educación y la información específica que se brinda en estos lugares. De la carta de la UAU:

Somos un grupo de investigadores y profesores autogestionados que venimos desarrollando un análisis crítico de los sistemas educativos considerando que estos sistemas, antiguos, modernos, públicos, privados, lo que hacen es colocar a los niños como recurso para la productividad, para que sean funcionales a una estructura predeterminada y para que se los pueda utilizar como una herramienta, como un instrumento; y esto lo difundimos con material propio, que es una tesis sobre las leyes de educación, las declaraciones del derecho internacional con respecto a los niños y los significados ciertos del diccionario para intentar demostrar que todos esos mecanismos obligatorios surgen del ámbito jurídico mismo y no espontáneamente de la naturaleza, no porque las leyes de educación no se apliquen lo suficiente sino precisamente debido a su habitual funcionamiento, y también con material de autores que están por fuera del currículo oficial de escuelas y de universidades y que de otro modo también se dedican a poner en cuestión los sistemas educativos.

## Obra musical
Para el invierno de 2019 graba El niño terror y los socios del fisco, un disco conceptual de música testimonial que gira en torno a la interpretación del trabajo como esclavitud en todas sus formas, la propiedad como jaula sagrada, la patria como campo de concentración, el desarrollo como tortura infinita, la familia como germen de la domesticación y la educación como práctica de la obediencia. Poniendo en duda el hecho antropológico de que la humanidad es social por naturaleza, es usado el rótulo psiquiátrico del autismo como metáfora de la negación a todas las imposiciones de las leyes y al deber moral de pertenecer a un conjunto orgánico donde se respete una idea absoluta y superior que incluya al individuo en un gran aparato productivista que finalmente lo aproveche como capital humano.